# 海岸食琼脂菌
海岸食琼脂菌（学名：Agarivorans litoreus）也称海边噬琼胶菌，是食琼脂菌属的下属物种。此物种是一种革兰氏阴性、好氧、运动性、不形成孢子、且嗜温的杆状或卵形细菌。此物种最早从韩国南海巨济岛收集的海水中分离出来。